# グランドラ・エドゥニーティ
グランドラ・エドゥニーティ（伊: Grandola ed Uniti）は、イタリア共和国ロンバルディア州コモ県にある、人口約1,300人の基礎自治体（コムーネ）。

## 地理

### 位置・広がり
コモ県北西部、ヴァル・メナッジョに位置するコムーネ。町役場はコドニャ (Codogna) 集落にあり、ベッラージョから北西へ7km、県都コモから北北東へ26kmの距離にある。

#### 隣接コムーネ
隣接するコムーネは以下の通り。
- ベーネ・ラーリオ
- カルラッツォ
- クジーノ
- ガルツェーノ
- メナッジョ
- プレージオ
- トレメッツィーナ

### 地震分類
イタリアの地震リスク階級 (it) では、4 に分類される
。

## 行政

### 山岳部共同体
広域行政組織である山岳部共同体「ヴァッリ・デル・ラーリオ・エ・デル・チェレージオ山岳部共同体」 (it:Comunità montana Valli del Lario e del Ceresio) （事務所所在地: グラヴェドーナ・エドゥニーティ）を構成するコムーネの一つである。

### 分離集落
グランドラ・エドゥニーティには、以下の分離集落（フラツィオーネ）がある。
- Cardano, Codogna (sede comunale), Gonte, Grona, Naggio, Velzo